# Vinson Massif
A Vinson Massif az Antarktisz mintegy 21 km hosszú és 13 km széles hegymasszívuma az Ellsworth-hegység Sentinel-hegyláncában. Az Antarktiszi-félsziget szélén elhelyezkedő masszívum nyugatra néző fala a Ross-selfjégre tekint; a Déli-sarktól mintegy 1200 km-re helyezkedik el. Elnevezése 1961-ben történt, névadója Carl G. Vinson, az USA Képviselőházának egykori tagja.
A Mount Vinson a masszívum csúcsplatójának északi részén helyezkedő 4892 méteres kiemelkedés, mely a kontinens legmagasabb pontja. Elsőként 1966. december 18-án mászta meg egy amerikai csapat Nicholas Clinch vezetésével.
A jelenleg elfogadott 4892 méteres magasságot 2004-ben GPS-felméréssel állapították meg.

## Földrajza

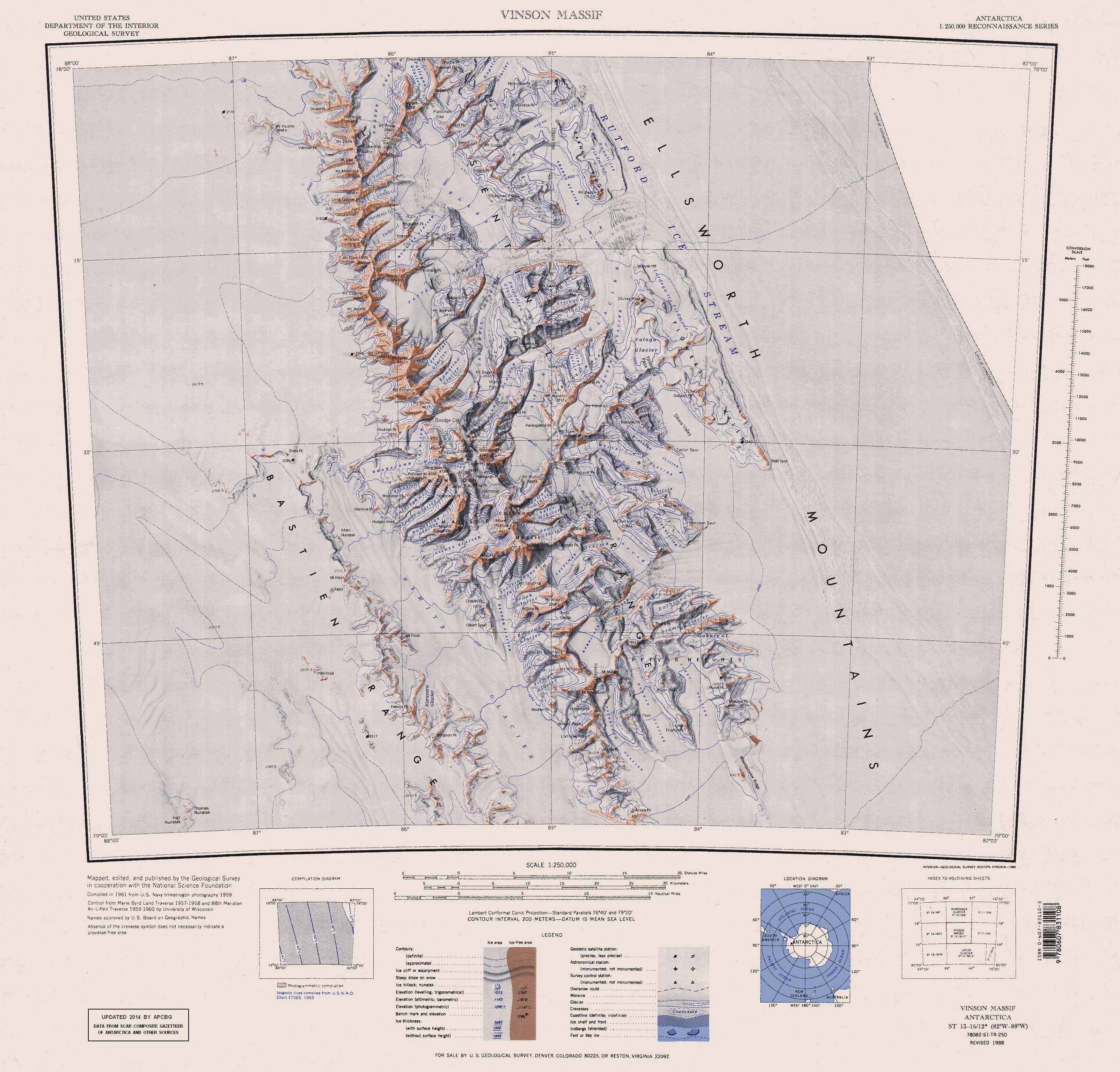
A Sentinel-hegység térképe (rajta a Vinson Massiffal)

Az Ellsworth-hegylánc részét alkotó Sentinel-hegység az Antarktiszi-félsziget és a Nyugat-Antarktisz határát jelöli ki. A hegylánc nyugati végének meredek falaiból, és a keleti részek jóval szelídebb lejtőiből következtethető, hogy az Ellsworth-hegység egy nyugat-kelet irányú rögöt alkot.
A masszívum legjelentősebb alkotója az ellenálló kvarcit, amelyet azonban a jég az idők során jelentősen megmunkált, kárfülkéket, gúlaszerű hegyeket kialakítva.

## Története

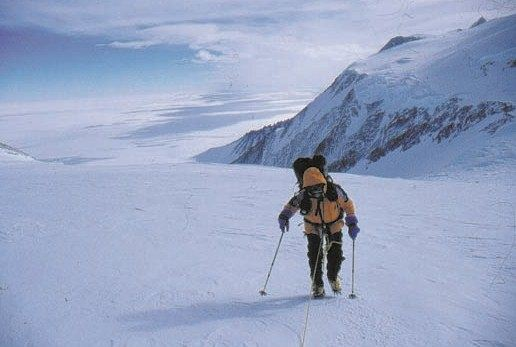
Úton a csúcsra

A Vinson Massif környezetét először Lincoln Ellsworth közelítette meg repülőjével (1935. november 23-án), azonban csak a Sentinel-hegység északi részét derítette fel, feltehetőleg nem látta a délebbi, magasabb csúcsokat, beleértve a Mount Vinsont sem.
A hegyeket ezután egy Charles R. Bentley által vezetett amerikai expedíció közelítette meg 1958. januárjában, mely során a kutatók kőzetmintákat vettek; a jelentősebb csúcsokat feltérképezték. A levegőből a hegyláncot, így kontinens legmagasabb pontját 1959. december 14-én fényképezték le, amelyet további földi mérésekkel kiegészítve felhasználtak az első, a Vinson Massifot is ábrázoló 1:250000 arányú térképek elkészítéséhez.
Elsőként 1966. december 18-án mászták meg.